# Comtat de Valenciennes
El comtat de Valenciennes fou una jurisdicció feudal del Sacre Imperi Romanogermànic que va sorgir originalment com una marca creada vers el 950 al sud del país d'Hainaut, com a zona defensiva contra França. Més al nord es va establir (entre 969 i 995) la marca d'Anvers. No és clar el motiu que va induir a Otó I a crear una marca al sud d'Hainaut vers el 950 (Amauri apareix com a comte d'Hainaut el 953/956 quan se sap que a la resta del comtat governava Renyer III), ja que en aquell moment ni el perill francès ni el normand semblem ser preocupants i el comte de Flandes Arnold I el Vell i el d'Hainaut, Renyer III eren prou fort per fer front a una eventual amenaça francesa. Així potser no es tractava d'una marca sinó d'un comtat que anys després esdevindrà marca. De fet el comtat més gran de Maasgau ja s'havia dividit bàsicament en els d'Hainaut i Luihgau i és molt possible que la divisió hagués estat a tres (Hainaut, Lieja i Valenciennes)
Després de la revolta de Reyner III d'Hainaut i d'Immo comte de Luihgau (comtes vers 939-958, revoltats el 958) els dos comtats foren agregat als dominis ducals. El 964 el comtat de Valenciennes va passar a ser una marca defensiva ampliada en territori amb una part que havia estat del comtat d'Hainaut, mentre que el comtat de Luihgau i la resta del comtat d'Hainaut (anomenat comtat de Mons per estar centrat a l'entorn d'aquesta ciutat) foren donats a Riquer (comte a Mons i a Lieja). Amauri apareix com a comte a Valenciennes al mateix temps que Riquer ho era a Lieja i Mons (vers 964-973).

## Llista de comtes-marquesos de Valenciennes
- 964-973 : Amauri
- 973-973 : Garnier
- 973-974 : Renyer IV d'Hainaut (Mons) († 1013), fill de Renyer III.
- 974-1006 : Arnold
- 1006-1035 : Balduí IV de Flandes i I de Valenciennes († 1035), comte de Flandes
- 1035-1045 : Balduí V de Flandes i II de Valenciennes) († 1067), comte de Flandes, fill
- 1045-1048/1049 : probablement Renyer V d'Hasnon
- 1048/1049-1051 : Herman († 1051)

El Chronicon Hanoniense assenyala que els comtes d'Hainaut van heretar el "comite Valencenensi" a la mort del darrer comte sense hereus directes. Això hauria passar vers el 1051 a la mort del comte Herman. Posteriorment es van nomenar castellans que foren com una mena de vescomtes vassalls.

## Castellans
- Hug (nebot d'Arnold I de Cambrai), esmentat en carta del 1125 fent referència a fets del 1038.
- Isaac, possible fill, esmentat en dues cartes del 1065, mort en data desconeguda
- Berta, filla?)
- Anselm II (+1099) (fill d'Anselm senyor de Ribemont + 1071 a la batalal de Cassel)
- Godofreu I, fill, esmentat el 1104 i 1107
- Godofreu II, fill, senyor de Bouchain (+ després de 1125)
- Godofreu III, fill vers 1150
- Hug (germà de Godofreu I) castellà en data desconeguda)
- Godofreu IV d'Ostrevant, el 1163 ven la castellania altres drets a l'Hainaut al seu germanastre Balduí IV d'Hainaut anomenat el d'Edirne.